# Оленинське
Оле́нинське — село в Україні, у Чупахівській селищній громаді Охтирського району Сумської області. Населення становить 539 осіб. Орган місцевого самоврядування — Чупахівська селищна рада.

## Географія
Село Оленинське знаходиться на березі річки Ташань, вище за течією на відстані 1,5 км розташоване селище Чупахівка, нижче за течією на відстані 2 км розташоване село Овчаренки. Поруч із селом проходила залізнична гілка вузькоколійки.

## Відомі люди
- Буряк Улита Михайлівна — ланкова буряківників, нагороджена найвищою державною нагородою СРСР - орденом Леніна
- Вербицький Олексій (1989—2014) — військовий, загинув при виконанні бойових обов'язків, під час АТО
- Самохіна Ганна Назарівна — Герой Соціалістичної Праці, ланкова